# Stade Municipal de Khénifra
Het Stade Municipal de Khénifra is een voetbalstadion in Khénifra, Marokko. De vaste bespeler is Chabab Atlas Khénifra. Het stadion biedt plaats aan 5.000 toeschouwers.